# Spilophorella bidentata
Spilophorella bidentata är en rundmaskart som beskrevs av Platonova 1971. Spilophorella bidentata ingår i släktet Spilophorella och familjen Chromadoridae. Inga underarter finns listade i Catalogue of Life.